# Люксембург на летних Олимпийских играх 1996
Люксембург принимал участие в Летних Олимпийских играх 1996 года в Атланте (США) в девятнадцатый раз за свою историю, но не завоевал ни одной медали. Сборная страны состояла из 6 спортсменов (2 мужчин, 4 женщины).

## Состав и результаты

### Дзюдо
Мужчины
| Спортсмены   | Категория   | 1/16 финала        | 1/8 финала              | Четвертьфинал        | Полуфинал          | Финал              | Место |
| Спортсмены   | Категория   | Соперник Результат | Соперник Результат      | Соперник Результат   | Соперник Результат | Соперник Результат | Место |
| ------------ | ----------- | ------------------ | ----------------------- | -------------------- | ------------------ | ------------------ | ----- |
| Игорь Мюллер | свыше 95 кг | не участвовал      | UZBКамол Мурадов В 2:00 | FRAДавид Дуйе В 4:10 | Не прошёл          | Не прошёл          | 13    |

### Лёгкая атлетика
Женщины
Беговые дисциплины
| Спортсмен       | Соревнование      | Предварительный раунд | Предварительный раунд | Четвертьфинал | Четвертьфинал | Полуфинал | Полуфинал | Финал     | Финал     |
| Спортсмен       | Соревнование      | Результат             | Место                 | Результат     | Место         | Результат | Место     | Результат | Место     |
| --------------- | ----------------- | --------------------- | --------------------- | ------------- | ------------- | --------- | --------- | --------- | --------- |
| Вероник Линстер | 100 м с барьерами | 13:47                 | 6                     | Не прошла     | Не прошла     | Не прошла | Не прошла | Не прошла | Не прошла |

### Стрельба
Мужчины
| Спортсмен       | Соревнование | Предварительный раунд | Предварительный раунд | Финал     | Финал     |
| Спортсмен       | Соревнование | Очки                  | Место                 | Очки      | Место     |
| --------------- | ------------ | --------------------- | --------------------- | --------- | --------- |
| Арманд Дусемонт | трап         | 116                   | 42                    | Не прошёл | Не прошёл |
| Арманд Дусемонт | дубль-трап   | 120                   | 33                    | Не прошёл | Не прошёл |

Женщины
| Спортсмен            | Соревнование                  | Предварительный раунд | Предварительный раунд | Финал     | Финал     |
| Спортсмен            | Соревнование                  | Очки                  | Место                 | Очки      | Место     |
| -------------------- | ----------------------------- | --------------------- | --------------------- | --------- | --------- |
| Айрис Кремер-Розенек | пневматическая винтовка, 10 м | 387                   | 31                    | Не прошла | Не прошла |

### Теннис
Женщины
| Спортсмен   | Соревнование     | 1/32 финала                     | 1/16 финала        | 1/8 финала         | Четвертьфинал      | Полуфинал          | Финал              | Место |
| Спортсмен   | Соревнование     | Соперник Результат              | Соперник Результат | Соперник Результат | Соперник Результат | Соперник Результат | Соперник Результат | Место |
| ----------- | ---------------- | ------------------------------- | ------------------ | ------------------ | ------------------ | ------------------ | ------------------ | ----- |
| Анна Кремер | одиночный разряд | USAЛиндсей Дэвенпорт В 6:2, 6:1 | Не прошла          | Не прошла          | Не прошла          | Не прошла          | Не прошла          | 33    |

### Фехтование
Женщины
| Спортсмен     | Соревнование | 1/32 финала             | 1/16 финала        | 1/8 финала         | Четвертьфинал      | Полуфинал          | Финал              | Место |
| Спортсмен     | Соревнование | Соперник Результат      | Соперник Результат | Соперник Результат | Соперник Результат | Соперник Результат | Соперник Результат | Место |
| ------------- | ------------ | ----------------------- | ------------------ | ------------------ | ------------------ | ------------------ | ------------------ | ----- |
| Мариэтта Шмит | шпага        | UKRЕва Выборнова В 15:8 | Не прошла          | Не прошла          | Не прошла          | Не прошла          | Не прошла          | 44    |